# 東柏林事件
東柏林事件，又稱作「KCIA事件」，是1967年7月韓國中央情報部懷疑旅居歐洲的韓國籍教授尹伊桑及留學生跟東德首都東柏林的北韓大使館接觸，是企圖從事間諜活動及訪問北韓而將其逮捕的事件。

## 經過
1967年5月14日，南韓某報館駐西德記者突然遭到不明人士綁架。為此，與朝鮮有過接觸的林錫珍教授於同月17日就此事拜訪時任總統朴正熙，並承認與北朝鮮有過接觸。當時，韓國中央情報部對單純的與北朝鮮接觸的行為，定為《國家保安法》和《刑法》中的間諜罪。南韓政府認為相關人員曾訪問朝鲜民主主义人民共和国，並接受財物和特殊培訓，執行朝方要求，違反了《實定法》。

## 重新調查
後來大韓民國國家情報院歷史真相調查委重新調查事件，並指出實際上當時的朴正熙政府為達到政治目的，炒作和誇大了事件本身並混淆大眾視聽，把相關人員說成是朝鮮間諜。另外，中央情報部在調查過程中對受害人施加暴力，還把原漢城大學（現首爾大學）的學生組織──民族主義比較研究會歪曲為「間諜團」的下屬組織。 調查委又指出當時很多人是被迫接受特殊教育的。大部分受害人回國後並未執行建立地下組織等指令，只有三至四人出於好奇和擔心遭報復，向北朝鮮發送「安頓完畢」的信號，並有一兩次收聽了北朝鮮廣播，違法情節輕微。 
同時，調查委把調查範圍擴大到對當時的代表性學生會──首爾大學民族主義比較研究會的調查，並發現其在短短十天內，就事件發表了七次評論。調查委認為，其目的在于將事件用于政治鬥爭，意在削弱譴責「68不公大選」的示威的影響力。
調查委完成調查後公佈結果，並建議南韓政府向所有受害人道歉。
事件導致旅德音樂家尹伊桑等藝術界、學術界和官界的194人被扣上了“北朝鮮間諜”的帽子。尹伊桑因牽涉到東柏林間諜團事件，遭被捕並被遣返回韓國，關在獄中。1969年獲總統特赦，返回西德定居。